# Ачимота
Ачимота — село у столичному окрузі, у регіоні Велика Аккра (Гана).

## Освіта
Ачимота відома завдяки престижній школі. Також у селі є середня школа граматики святого Іоанна, одна з найкращих у країні